# Efecto del orden de nacimiento de los hermanos
Existen algunas investigaciones que sugieren que habría una relación entre el orden de nacimiento de los varones y su orientación sexual. Ray Blanchard halló esta correlación y la denominó efecto del orden de nacimiento de los hermanos. Consiste en que cuanto mayor sea el número de hermanos mayores que tiene un varón, mayor es la probabilidad de que sea homosexual. También se ha sido denominada el efecto del hermano mayor.

## Base empírica
El efecto del orden de nacimiento de los hermanos es la forma de predicción de la orientación sexual con mejores resultados existente. Según varios estudios, cada hermano mayor que tiene un hombre incrementa su probabilidad de desarrollarse con una orientación homosexual entre un 28%–48%. El efecto de nacimiento de los hermanos explicaría aproximadamente una séptima parte de los casos de homosexualidad masculina. Parece ser que no existe ningún efecto similar en la orientación sexual de las mujeres, y el nacimiento de hermanas mayores tampoco tiene ninguna influencia en los hombres.
También se ha observado efecto en el orden de nacimiento de los hermanos entre los transexuales femeninos. Los transexuales femeninos que se sienten atraídos sexualmente por los hombres tienen mayor número de hermanos mayores que los transexuales femeninos que se sienten sexualmente atraídos por las mujeres, según se ha recogido en estadísticas de Canadá, Reino Unido, Países Bajos, y Polinesia.
El efecto se ha observado incluso en hombres que no se han criado con sus hermanos biológicos, lo que hace suponer que tiene su causa en el ambiente existente en el interior del útero durante la gestación. Para explicar este hecho se ha planteado como hipótesis una posible respuesta inmune de la madre. Los fetos masculinos producirían antígenos H-Y que podrían estar involucrados en la diferenciación sexual de los vertebrados.  Otros estudios, marginales, sugieren que la influencia del efecto del hermano mayor no se debe a factores biológicos sino a factores sociales.

## Teorías sobre las causas
El trabajo de Anthony Bogaert sobre muchachos adoptados concluyó que el efecto no se debía a haberse criado con hermanos mayores. El efecto se aparecía a pesar de que los hermanos se criaran en la misma familia o no. Y no se producía el efecto cuando el número de hermanos aumentaba por medio de la adopción o por tener hermanastros.
Por ello se teorizó con que tuviera algo que ver con los cambios producidos en el interior de la madre durante la gestación de un niño que afectaría a los hijos siguientes. Se propuso la teoría de una respuesta maternal inmune en el interior del útero.
El efecto del orden de nacimiento de los hermanos parece tener alguna interacción con la lateralización ya que el incremento de la incidencia de la homosexualidad se correlaciona sólo con el incremento del número de hermanos varones diestros.
Bogaert (2006) repitió el estudio del efecto de orden de nacimiento de hermanos en la orientación sexual masculina con una muestra de hijos biológicos y adoptados. Sólo en los hermanos biológicos se encontró influencia en la orientación sexual. No había ningún efecto entre los hijos adoptados. Esto hizo a Bogaert concluir que había fuertes indicios para suponer que la causa del efecto del hermano mayor tenía un origen prenatal.

## Estudios en contra
McConaghy (2006) publicó en una revista de sociología que no había encontrado ninguna relación importante entre el orden de nacimiento y la identidad homosexual o los comportamientos homosexuales, lo que le llevó a concluir que la influencia del orden de nacimiento en los sentimientos homosexuales no tendrían causas biológicas, sino que más bien serían resultado de un proceso social.
Bearman y Brückner (2008) sostienen que los estudios que muestran el efecto del orden de nacimiento de los hermanos habían usado muestras no representativas o informes indirectos sobre la orientación sexual de los hermanos. Su análisis se centró en mellizos de distinto sexo, y no encontraron ninguna relación con la existencia de hermanos o hermanas mayores o el número de hermanos anteriores.
Un estudio de Francis (2008), que usó la misma encuesta sobre sexualidad juvenil, pero haciendo un análisis más amplio encontró una correlación muy débil de la atracción homosexual de aquellos hombres que habían tenido muchos hermanos mayores, sin embargo, no encontró una correlación inversa de la atracción homosexual cuando había tenido hermanas mayores.